# 卡赛涅 (奥德省)
卡赛涅（法語：Cassaignes，法語發音：[kasɛɲ] ⓘ）是法国奥德省的一个市镇，属于利穆区。

## 地理
卡赛涅（42°56'45"N, 2°17'58"E）面积3.74 平方千米，位于法国奧克西塔尼大區奥德省，该省份为法国南部沿海省份，北起塔恩省，西北接上加龙省，西接阿列日省，南至东比利牛斯省，东临地中海，东北与埃罗省接壤。
与卡赛涅接壤的市镇（或旧市镇、城区）包括：库斯托萨、奥德河畔吕克、佩罗勒、雷恩莱班、塞尔。

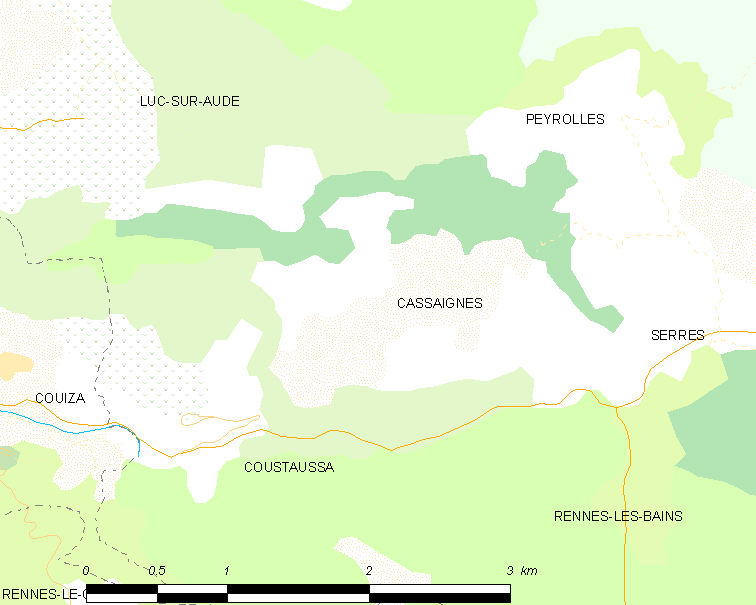
的OSM定位图

卡赛涅的时区为UTC+01:00、UTC+02:00（夏令时）。

## 行政
卡赛涅的邮政编码为11190，INSEE市镇编码为11073。

## 政治
卡赛涅所属的省级选区为上奥德河谷县。

## 人口

1962-2008年间人口变化图示

卡赛涅于2022年1月1日时的人口数量为59人。